# 風神ライカ
ライカ（1976年1月24日 - ）は、日本の女性総合格闘家。元キックボクサー、元プロボクサー。京都府出身。元IFBA世界スーパーライト級王者。元WIBA世界ライト級王者。元WIBA世界フェザー級王者。世界王座三階級制覇を達成、日本での女子プロボクシングの礎を築き、女子の試合を日本ボクシングコミッション（JBC）に公認させるまでに隆盛させた大きな功績を持つ。「風神ライカ」のリングネームはJBC女子公認に合わせて変更され、引退と同時にライカに戻した。RIGHT THING ACADEMY所属。マネージメント事務所はVAGABOND INC.

## 人物
京都府立農芸高等学校、大垣女子短期大学卒。
ライカというリングネームは本名（苗字）と、伝説の女子ボクサー「ルシア・ライカ」にあやかって付けられた。
2009年まで山木ジム（現山木ボクシングジム）に所属。この時期にスーパーライト級（IFBA）、ライト級（WIBA）、フェザー級（WIBA）の世界王座三階級を制覇した。JBC公認後は竹原慎二&畑山隆則のボクサ・フィットネス・ジムに移籍し、東洋太平洋王座を獲得した。2024年1月時点で日本人女子最重量タイトル獲得者である。

## 来歴

### プロ入り前
諸事情から両親に育てられることがなく、そのため3歳から高校卒業まで児童養護施設で育つ。短大では、紡績工場で働きながら歯科衛生士を取得。卒業後歯科衛生士として京都府内の歯科医に勤務するも、「ナース姿がどうにもしっくりこなくて」3ヶ月で退職。ボランティアなどをしながら“自分の居場所”を探した。
高校時代に、漫画「はじめの一歩」を読んでボクサーに憧れるものの、社会人になるまで何かしていたわけではなかった。1998年8月に地元京都のB・BOXジム（現WOZボクシングジム）に入門。アマチュアとしてデビューした。1999年の全日本アマチュアでは最優秀選手に選ばれた。この活躍により発足したばかりの日本女子ボクシング協会（JWBC）の基幹ジムである山木ジムのスカウトを受ける。

### JWBC時代

#### 下積み時代
1999年、JWBC設立を受け東京に移住。山木ジムに移籍。同ジムはチャンピオン候補生として生活費込みで面倒を見続けた。
2000年5月8日、JWBC興行にてプロデビューを白星で飾る。リングネームは「ライカ」。北沢タウンホールで大沼慶子を2RTKOで下す。
この頃から畑山隆則の指導を受けるようになる。

#### 日本王者
2002年1月、自伝「私は「居場所」を見つけたい」を新潮社から刊行。
2002年2月3日、北沢タウンホールで行われた「JWBCダブルタイトルマッチ Fighting Girls Part1」に出場。日本初代女子フェザー級王座決定戦で菊川未紀（フェザー級2位）を10R判定3-0で下し初代女子フェザー級王者となった。
2002年4月29日には初国際戦を経験。現役世界王者のレイラ・マッカーター（アメリカ / IFBA世界フェザー級王者）と対戦し、0-2の判定負け。プロ初黒星となった。
2002年9月7日ディファ有明初の女子ボクシング興行、ベネット・ローレン（オーストラリア / WIBA同級世界5位）と対戦。2R0分27秒でセコンドがタオル投入したためTKOで勝利。

#### 世界王座獲得
2002年12月18日、代々木競技場第2体育館で行われたWIBA世界フェザー級タイトルマッチ（2分10R）で、シャロン・アニオス（オーストラリア）に挑戦。10R判定2-1で辛くも世界王座を獲得した。
2003年11月30日に初防衛戦を行い、前王者シャロン・アニオス（同級1位）と再戦。10R判定2-0で下し、世界王座の初防衛に成功。
2004年5月23日、六本木ヴェルファーレで、シェルビー・ウォーカー（アメリカ）を相手に2度目の防衛戦を行い、2RTKOで防衛に成功。
2004年9月18日、京都府立体育館で、ミッシー・フィオレンティーノ（アメリカ / 同級世界4位）を10R判定3-0で下し3度目の防衛に成功。
その後、タイトルを返上し1階級上のスーパーフェザー級に転向。2005年3月13日に六本木ヴェルファーレで行われたWIBA世界スーパーフェザー級王座決定戦に出場。チーベル・ホールバック（アメリカ / 同級世界2位）に10R判定0-3で負け王座獲得に失敗した。

#### 再び世界王者に
さらに2階級上げると、2006年5月20日に韓国全羅北道井邑市の井邑国民体育センターで行われたIFBA世界スーパーライト級王座決定戦に出場。ジュン・ウォンミン（韓国）に3-0で判定勝ちし、新王者となった。
2006年12月15日、新宿FACEの「女拳闘士・最強祭」にてテリー・ブレアー（アメリカ）とのWIBA世界ライト級王座決定戦に臨み3-0の判定勝利、三階級制覇を成し遂げた。
2006年12月、WBCFスーパーフェザー級2位となった。
2007年4月13日、カナダアルバータ州エドモントンにて、ジェレーナ・ムルジェノビッチとのWBCFスーパーフェザー級選手権試合に挑むが、大差の判定負けを喫した。
2007年11月10日、自主興行「風神見参 ライカタイフーン」を新宿FACEで開催し、WBC女子世界ライト級王者アン・マリー・サクラートとWIBA世界ライト級防衛戦を行う。2分10Rを戦い抜き、2-0の判定勝ち。この興行のポスターは、「はじめの一歩」作者の森川ジョージが描いた。サクラートはこの敗戦がきっかけで保持していたWBC王座を剥奪された。

### JBC時代

#### JBCデビュー
2008年2月28日に行われたJBCプロテストを受験し合格。なお、JBCでは名だけのリングネームは認められないため、自主興行の興行名「風神」を入れて「風神ライカ」にリングネームを改めた。
2008年5月9日、後楽園ホールで行われた女子プロボクシング立上げ記念興行「G Legend」ではメインイベントに抜擢され、アマチュア世界選手権銀メダリストでプロ無敗のナタリー・ブラウンと対戦。判定勝ちを収めた。
2008年8月11日、後楽園ホールにて、剥奪により空位となっていたWBC女子世界ライト級をかけてサクラートと再戦を行ったが、大差の判定負けで王座奪取はならなかった。それに伴いWIBA同級王座も剥奪された。
2009年3月3日、オリビア・ペレイラ・ゲルーラとの再起戦に挑んだが、スプリットデシジョンで敗れた（ゲルーラは次の試合でWBC世界王座を獲得）。

#### 移籍・東洋太平洋王座獲得
2009年6月17日、竹原慎二&畑山隆則のボクサ・フィットネス・ジムに移籍。
2009年7月3日、WBA・GBU女子ライト級王座に挑戦（ラスベガス）。王者レイラ・マッカーターは、プロ初黒星を許した相手であったが、再度0-3の判定負けを喫した（このうちGBUはJBC未公認タイトルである）。
2009年12月6日、大阪でパンチップ・ムアン・ウボンを4回KOで退け再起に成功。
2010年4月1日、ラムドゥアン・サイカムを3回KOで退けJBC公認および移籍後初の連勝。
2010年9月24日、ブロンウィン・ウィリーに判定勝ちを収め、OPBF東洋太平洋女子ライト級初代王者となった。女子の試合がJBC公認されてから彼女にとって初の戴冠となった。
2011年4月4日、OPBF女子スーパーフェザー級王者水谷智佳とのノンタイトル8回戦に挑み、4RKO勝利。

#### 世界再挑戦
2011年9月22日、WBC女子同級王座挑戦者決定戦として因縁のジェレーナ・ムルジェノビッチと約4年半ぶりの対戦。しかし判定で敗れる。
2012年3月22日、後楽園ホールでのフラッシュ赤羽興行（東洋太平洋スーパーミドル級タイトルマッチ清田祐三VS松本晋太郎）にて、WBA女子世界ライト級王者エリカ・ファリアスとエキシビション。
2013年8月15日、韓国・ソウルにて元WBA世界フェザー級王者崔賢美とのWBA女子世界スーパーフェザー暫定王座決定戦に挑んだが、0-3判定でまたしても王座を逃した。

#### 引退
この試合後に引退勧告を受け、年明けて38歳の誕生日翌日の2014年1月25日にブログ上で引退表明。アマチュア時代から15年に及ぶボクシング生活に幕を下ろした。

### キックボクシング
2014年8月3日、ゴールドジムサウス東京ANNEXで開かれたアマチュアキックボクシング大会「KAMINARIMON」においてダリナ・ゴルディンと対戦し、3-0の判定で勝利。
2014年11月16日、後楽園ホールでのRISE 102におけるCruSher松川敬子戦でプロキックボクサーデビューし、2-0の判定で勝利。なお、この試合よりリングネームは「ライカ」とする。
2017年12月23日、HEAT 41で鈴木万李弥と対戦し、2-1の判定勝ち。

### 総合格闘技
2014年9月12日、ソウルにてイム・スジョン相手に総合格闘技デビュー、しかし0-3の判定負け。この時はボクサー時代の「風神ライカ」で出場した。
2014年12月31日、さいたまスーパーアリーナにおけるDEEP DREAM IMPACT 2014 〜大晦日SPECIAL〜で杉山しずかと対戦し、腕ひしぎ十字固めで1本負けを喫した。
2016年7月24日、ディファ有明におけるPANCRASE 279で中井りんと対戦し、グランドの肘打ちでTKO負けを喫した。
2016年11月から2018年3月まで、DEEP JUWELSやROAD FCで戦い、6連勝。
2019年7月21日、PANCRASE307でグレイシ・ファリアと対戦し、1Rにチョークスリーパーで一本勝ちを収めた。
2019年10月20日、PANCRASE309でアリー・カロリネと対戦し、判定勝ち。
2021年5月30日、PANCRASE 321で法DATE（NØRI）と対戦し、0-3の判定負け。 
2023年、PANCRASEで渡邉史佳に判定勝ち、ナギにKO勝ちして2連勝。PANCRASEフライ級2位となった。
2024年3月31日、PANCRASE 341で杉山しずかと再戦し、0-3の判定負けを喫した。

## 戦績

### プロ総合格闘技
| 総合格闘技 戦績 | 総合格闘技 戦績 | 総合格闘技 戦績 | 総合格闘技 戦績 | 総合格闘技 戦績 | 総合格闘技 戦績 | 総合格闘技 戦績 |
| --------------- | --------------- | --------------- | --------------- | --------------- | --------------- | --------------- |
| 14 試合         | (T)KO           | 一本            | 判定            | その他          | 引き分け        | 無効試合        |
| 8 勝            | 1               | 1               | 6               | 0               | 1               | 0               |
| 5 敗            | 1               | 1               | 3               | 0               | 1               | 0               |

| 勝敗 | 対戦相手               | 試合結果                           | 大会名                                   | 開催年月日     |
| ×    | クセニヤ・グーセヴァ   | 5分3R終了 判定1-2                  | PANCRASE 297                             | 2018年7月1日   |
| ○    | ジョン・スルギ         | 5分2R終了 判定3-0                  | GRANDSLAM 7 -WAY OF THE CAGE-            | 2018年3月25日  |
| ○    | ソ・ジヨン             | 2R 2:37 チョークスリーパー         | TTF CHALLENGE 07                         | 2017年10月9日  |
| ○    | キム・ヘイン           | 5分2R終了 判定2-1                  | ROAD FC 040                              | 2017年7月15日  |
| ○    | カン・ジンヒ           | 5分3R終了 判定3-0                  | ROAD FC 037                              | 2017年3月11日  |
| ○    | 空手こまち             | 5分2R終了 判定3-0                  | DEEP JEWELS 15                           | 2017年2月25日  |
| ○    | カン・ジンヒ           | 5分2R終了 判定3-0                  | DEEP JEWELS 14                           | 2016年11月3日  |
| ×    | 中井りん               | 3R 2:43 TKO（グランドでの肘打ち）  | PANCRASE 279                             | 2016年7月24日  |
| ×    | ブローガン・ウォーカー | 5分3R終了 判定0-3                  | PXC 50                                   | 2015年12月4日  |
| －   | ジェシー・ジェス       | ノーコンテスト（ジェスの体重超過） | TTF CHALLENGE 05                         | 2015年9月23日  |
| ○    | ズラブカ・ビタリー     | 3分3R終了 判定2-1                  | PANCRASE 268                             | 2015年7月5日   |
| ○    | 沙弥子                 | 1R 2:14 KO（右ストレート）         | ZONE×REAL 第二章 第2部 REAL 2            | 2015年5月2日   |
| ×    | 杉山しずか             | 1R 4:06 腕ひしぎ十字固め           | DEEP DREAM IMPACT 2014 〜大晦日SPECIAL〜 | 2014年12月31日 |
| ×    | イム・スジョン         | 5分32終了 判定0-3                  | Revolution 2: Start of the Revolution    | 2014年9月12日  |

### プロキックボクシング
| キックボクシング 戦績 | キックボクシング 戦績 | キックボクシング 戦績 | キックボクシング 戦績 | キックボクシング 戦績 | キックボクシング 戦績 | キックボクシング 戦績 |
| --------------------- | --------------------- | --------------------- | --------------------- | --------------------- | --------------------- | --------------------- |
| 2 試合                | (T)KO                 | 判定                  | その他                | 引き分け              | 無効試合              |                       |
| 2 勝                  | 0                     | 2                     | 0                     | 0                     | 0                     |                       |
| 0 敗                  | 0                     | 0                     | 0                     | 0                     | 0                     |                       |

| 勝敗 | 対戦相手        | 試合結果                 | 大会名   | 開催年月日     |
| ○    | 鈴木万李弥      | 3分3R+延長1R終了 判定2-1 | HEAT 41  | 2017年12月23日 |
| ○    | CruSher松川敬子 | 3分3R終了 判定2-0        | RISE 102 | 2014年11月16日 |

### プロボクシング
- プロボクシング:34戦 25勝 10KO 8敗 1分
- うちJBC公認後:13戦 8勝 3KO 5敗

| 戦           | 日付           | 勝敗 | 時間    | 内容    | 対戦相手                     | 国籍             | 備考                                      |
| ------------ | -------------- | ---- | ------- | ------- | ---------------------------- | ---------------- | ----------------------------------------- |
| 1            | 2000年5月8日   | 勝利 | 3R 1:17 | TKO     | 大沼慶子(シーザー)           | 日本             | プロデビュー戦                            |
| 2            | 2000年9月21日  | 引分 | 6R      | 判定0-1 | 小泉かおり(白龍)             | 日本             |                                           |
| 3            | 2000年12月12日 | 勝利 | 6R      | 判定3-0 | 安知薫                       | 韓国             |                                           |
| 4            | 2001年3月2日   | 勝利 | 6R      | 判定2-1 | 菊川美紀(名古屋BS)           | 日本             |                                           |
| 5            | 2001年7月20日  | 勝利 | 3R 1:15 | TKO     | 張替美佳                     | 日本             |                                           |
| 6            | 2002年2月3日   | 勝利 | 10R     | 判定3-0 | 菊川未紀(桶狭間)             | 日本             | 日本女子フェザー級タイトルマッチ          |
| 7            | 2002年4月29日  | 敗北 | 8R      | 判定0-2 | レイラ・マッカーター         | アメリカ合衆国   |                                           |
| 8            | 2002年6月9日   | 勝利 | 3R      | TKO     | 張替美佳                     | 日本             |                                           |
| 9            | 2002年9月7日   | 勝利 | 2R 0:27 | TKO     | ベネット・ローレン           | オーストラリア   |                                           |
| 10           | 2002年12月18日 | 勝利 | 10R     | 判定2-1 | シャロン・アニオス           | オーストラリア   | WIBA世界フェザー級タイトルマッチ          |
| 11           | 2003年6月25日  | 勝利 | 8R      | 判定2-0 | ジェリー・サイツ             | アメリカ合衆国   |                                           |
| 12           | 2003年11月30日 | 勝利 | 10R     | 判定2-0 | シャロン・アニオス           | オーストラリア   | WIBA世界フェザー級タイトルマッチ          |
| 13           | 2004年5月23日  | 勝利 | 2R 1:59 | TKO     | シェルビー・ウォーカー       | アメリカ合衆国   | WIBA世界フェザー級タイトルマッチ          |
| 14           | 2004年9月18日  | 勝利 | 10R     | 判定3-0 | ミッシー・フィオレンティーノ | アメリカ合衆国   | WIBA世界フェザー級タイトルマッチ          |
| 15           | 2005年3月13日  | 敗北 | 10R     | 判定0-3 | チーベル・ホールバック       | アメリカ合衆国   | WIBA世界スーパーフェザー級タイトルマッチ  |
| 16           | 2005年10月1日  | 勝利 | 8R      | 判定3-0 | ベリンダ・ララキュエント     | アメリカ合衆国   |                                           |
| 17           | 2006年5月20日  | 勝利 | 10R     | 判定3-0 | 鄭元美                       | 韓国             | IFBA世界スーパーライト級タイトルマッチ    |
| 18           | 2006年6月10日  | 勝利 | 4R 1:30 | KO      | 高橋洋子(巴組)               | 日本             |                                           |
| 19           | 2006年12月15日 | 勝利 | 10R     | 判定3-0 | テリー・ブレア               | アメリカ合衆国   | WIBA世界ライト級タイトルマッチ            |
| 20           | 2007年4月13日  | 敗北 | 10R     | 判定0-3 | エレナ・マジェノビッチ       | カナダ           | WBC女子スーパーフェザー級タイトルマッチ   |
| 21           | 2007年11月10日 | 勝利 | 10R     | 判定2-0 | アン・マリー・サクラート     | アメリカ合衆国   | WIBA世界ライト級タイトルマッチ            |
| 22           | 2008年5月9日   | 勝利 | 6R      | 判定2-0 | ナタリー・ブラウン           | アメリカ合衆国   |                                           |
| 23           | 2008年8月11日  | 敗北 | 10R     | 判定0-3 | アン・マリー・サクラート     | アメリカ合衆国   | WBC女子ライト級タイトルマッチ             |
| 24           | 2009年3月3日   | 敗北 | 8R      | 判定1-2 | オリビア・ペレイラ・ゲルーラ | カナダ           |                                           |
| 25           | 2009年7月3日   | 敗北 | 10R     | 判定0-3 | レイラ・マッカーター         | アメリカ合衆国   | WBA女子ライト級タイトルマッチ             |
| 26           | 2009年12月6日  | 勝利 | 4R 1:48 | KO      | パンチップ・ムアン・ウボン   | タイ             |                                           |
| 27           | 2010年4月1日   | 勝利 | 3R 2:09 | KO      | ラムドゥアン・サイカム       | タイ             |                                           |
| 28           | 2010年9月24日  | 勝利 | 10R     | 判定3-0 | ブロンウィン・ウィリー       | ニュージーランド | OPBF女子ライト級王座決定戦                |
| 29           | 2011年4月4日   | 勝利 | 4R 1:54 | KO      | 水谷智佳(宮田)               | 日本             |                                           |
| 30           | 2011年9月22日  | 敗北 | 10R     | 判定0-3 | ジェレーナ・ムルジェノビッチ | カナダ           | WBC女子スーパーフェザー級王座挑戦者決定戦 |
| 31           | 2012年7月11日  | 勝利 | 6R      | 判定3-0 | シンシア・ムニョス           | メキシコ         |                                           |
| 32           | 2012年10月28日 | 勝利 | 2R 1:10 | KO      | バス・ソータマチャック       | タイ             |                                           |
| 33           | 2013年3月12日  | 勝利 | 8R      | 判定3-0 | クリスティーナ・サンチェス   | メキシコ         |                                           |
| 34           | 2013年8月15日  | 敗北 | 10R     | 判定0-3 | 崔賢美                       | 韓国             | WBA女子世界スーパーフェザー暫定王座決定戦 |
| テンプレート |                |      |         |         |                              |                  |                                           |

## 獲得タイトル
- プロボクシング
  - 初代日本女子フェザー級王座（0度防衛）
  - 第2代WIBA世界フェザー級王座（3度防衛）
  - IFBA世界スーパーライト級王座
  - WIBA世界ライト級王座
  - 初代OPBF東洋太平洋女子ライト級王座

## 著書
- 「私は「居場所」を見つけたい」 ISBN 978-4-10-451801-2

## 風神ライカを取り上げた映画
- 日本女子プロボクシングの夜明け 〜伝説の始まり〜 （JWBC時代のドキュメンタリー）

## DVD
- 風神見参 ライカタイフーン 女子ボクシング世界3階級制覇 ライカ自主興行 （自主興行の試合を収録）
- 日本女子プロボクシングの夜明け 〜伝説の始まり〜 （上記の映画）

## 風神ライカを取り上げたテレビ番組
- TBS「いのちの響」
- NHK「アスリートの魂『生きるためリングへ　ボクシング　来家恵美子』」(2013年4月8日、BS1)
- NHK「アスリートの魂『決意のリング　ボクシング　来家恵美子』」(2013年9月2日、BS1)

## 風神ライカをモデルとしたドラマ
- NHK「乙女のパンチ」